# Tanaostigmodes unifascia
Tanaostigmodes unifascia is een vliesvleugelig insect uit de familie Tanaostigmatidae. De wetenschappelijke naam is voor het eerst geldig gepubliceerd in 1927 door Girault.